# K.Hosahalli, Hassan
K.Hosahalli là một làng thuộc tehsil Hassan, huyện Hassan, bang Karnataka, Ấn Độ.